# 585 f.Kr.
| 585 f.Kr.          |
| ------------------ |
| Dødsfald - Fødsler |
|                    |

## Begivenheder
- 28. maj – Thales fra Milet forudsiger solformørkelse.

## Født
- Anaximenes græsk filosof (585 f.Kr. – 525 f.Kr.)